# Sant Josep de les Germanetes dels Pobres
Sant Josep de les Germanetes dels Pobres és la capella de la residència de les Germanetes dels Pobres de Tortosa (Baix Ebre) i és inclosa a l'Inventari del Patrimoni Arquitectònic de Catalunya.

## Descripció
La planta és rectangular. La capella està situada dins el recinte de la Residència d'Avis de les Germanetes dels Pobres, en concret integrada dins el grup principal d'edificacions de la residència, que es troba davant de la porta general d'accés, al costat esquerre del pati central de l'edifici principal, i sense quasi manifestar exteriorment la seva presència des d'aquest pati interior (menys una petita espadanya situada a la part més alta). L'estructura interior de la capella és d'una gran simplicitat, amb una nau única rectangular sense capelles laterals i amb un absis poligonal. Presenta una volta de creueria dividida en tres trams, trams quatripartits, amb la particularitat que els nervis no es recolzen o van a parar al mateix entre del punt d'arrencada de l'arc former, sinó més aviat als seus costats acabant el recorregut en una espècie de cul de llàntia, la mateixa solució que s'adopta a la volta de l'absis. També cal destacar que a l'últim tram de la nau existeix una petita tribuna que ocupa la meitat del pany del mur i que deixa l'altra a la finestra.
A més, al recinte s'hi troba una capelleta dedicada també a Sant Josep. Situada al mig de la part superior del mur que volta i limita el recinte de la Residència de les Germanetes dels Pobres, la capelleta presenta la típica fornícula amb un petit voladís que sobresurt del mur quasi com a sostre de la capella. A la fornícula trobem una imatge escultòrica de Sant Josep que porta al nen Jesús als braços.

## Història
No se sap amb seguretat si aquesta capella és l'original de l'antiga fundació de les Germanetes dels Pobres (1880), i encara menys si té alguna cosa a veure amb la suposada capella de l'antic convent dels caputxins. En tot cas, aquesta capella és, com a mínim, fruit d'alguna reconstrucció realitzada després de la Guerra Civil de 1936, i el seu aspecte actual obeeix a una restauració portada a terme als anys 70.
L'advocació a Sant Josep respon al fet que aquest és el sant protector de la Congregació de les Germanetes dels Pobres.
La capelleta de Sant Josep fou construïda pel capellà de la residència.